# Otto von Struve
Otto von Struve, född den 12 augusti 1897 i Charkov, död den 6 april 1963 i Berkeley, Kalifornien, var en rysk-amerikansk astronom.

## Biografi
Han var av balttysk härstamning. Han var son till Ludwig von Struve och brorson till Hermann von Struve. 
Struve påbörjade 1914 astronomistudier vid universitetet i hemstaden. Hans studier avbröts av ryska inbördeskriget, i vilket han stred i vita armén. Efter krigsslutet avslutade han sina studier och undervisade en kort tid som docent. År 1921 utvandrade han till USA där han arbetade som assistant for stellar spectroscopy vid Yerkesobservatoriet i Williams Bay i Wisconsin. Detta observatorium tillhörde University of Chicago. Struve promoverades 1923 och följande år befordrades han till docent vid Yerkes. 
År 1927 utnämndes han till assistant professor och samma år erhöll han amerikanskt medborgarskap. År 1930 blev han associate professor och 1931 assistant director. Åren 1932–1947 ledde Struve Yerkesobservatoriet som direktor och samtidigt var han under dessa år professor i astrofysik vid University of Chicago. När University of Texas 1939 öppnade sitt McDonaldobservatorium i Davis Mountains anförtrodde man Struve ledningen.
År 1950 lämnade Struve av hälsoskäl sina tjänster i Austin och Chicago och mottog en kallelse till University of California i Berkeley. Där undervisade han vid den astronomiska fakulteten och övertog ledningen av Leuschnerobservatoriet, som hörde till denna fakultet. Vid sidan av sin verksamhet som utgivare av Astrophysical Journal sysselsatte han sig med omfattande spektroskopiska observationer och teoretiska undersökningar kring stjärnor med expanderande gashöljen, kring föränderliga stjärnor, dubbelstjärnor och interstellar materia.
År 1942 invaldes Struve i American Academy of Arts and Sciences samt 1950 i nederländska och svenska vetenskapsakademierna. År 1954 blev han Fellow of the Royal Society. År 1944 tilldelades han Royal Astronomical Societys guldmedalj och 1948 Brucemedaljen. År 1952 valdes Struve till president för Internationella astronomiska unionen. Denna post innehade han till 1955. Fyra år senare kallades Struve till direktor för National Radio Astronomy Observatory, en post han beklädde till sin död.

## Utmärkelser
Asteroiden 2227 Otto Struve är uppkallad efter honom.
Även nedslagskratern Struve på månen är uppkallad efter honom.

## Asteroider upptäckta av Otto von Struve
1922 upptäckte han två asteroider.
| 991 McDonalda | 24 oktober 1922  |
| 992 Swasey    | 14 november 1922 |